# Miturgidae
Miturgidae Simon, 1895 è una famiglia di ragni appartenente all'infraordine Araneomorphae.

## Etimologia
Il nome deriva dal greco μίτος, mìtos cioè filo della trama, e ἔργον, èrgon, cioè lavoro, opera, per le elaborate ragnatele che questi ragni riescono a tessere, ed il suffisso -idae, che designa l'appartenenza ad una famiglia.

## Caratteristiche
Questa famiglia fa parte dei cosiddetti ragni-sacco, i quali hanno l'opistosoma a forma di sacco più o meno allungato, ed ha una storia tassonomica alquanto travagliata e sicuramente non ancora terminata. All'inizio comprendeva disparate forme di ragni, purché avessero otto zampe sistemate in due file, le filiere anteriori e coniche; e costruissero tele a forma di sacco fra le piante o sotto le pietre e altri caratteri generici comuni che rendevano questa famiglia un guazzabuglio di diversità.
Tipiche sono le ragnatele del genere Cheiracanthium, la cui appartenenza, secondo alcuni aracnologi, oscilla fra questa famiglia e quella degli Eutichuridae (dal 2014, a seguito di un lavoro di Ramirez, viene attribuito a quest'ultima famiglia).
Col passare degli anni gli aracnologi hanno concordato nello staccare alcuni generi perché più simili ai Lycosidae e per altri generi, aventi caratteristiche comuni più precipue hanno deciso di formare famiglie a sé stanti come i Corinnidae, Anyphaenidae, Tengellidae, Zorocratidae, Clubionidae e Liocranidae.

## Descrizione
I grossi cheliceri secernono una tossina che può provocare necrosi locale dei tessuti. Il genere Syspira ha diverse affinità con gli appartenenti alla famiglia Lycosidae. Il genere Teminius nella parte inferiore dei tarsi possiede un caratteristico velcro.

## Comportamento
Sono eccellenti predatori e per questo motivo sono ben visti dagli agricoltori in quanto fanno man bassa di insetti dannosi alla colture.

## Distribuzione
Pressoché cosmopoliti, ad eccezione del Canada, della Siberia settentrionale e dei deserti dell'Arabia Saudita.

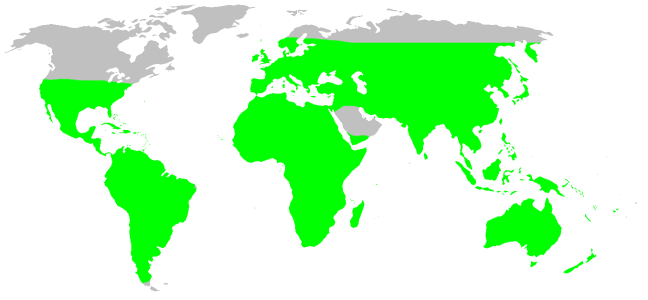
Miturgidae, distribuzione

## Tassonomia
Un recente lavoro di Ramírez del 2014, sulla base di considerazioni filogenetiche accurate ed approfondite, ha portato a precise caratterizzazioni nell'ambito dei Dionycha, con la costituzione di tre nuove famiglie (Eutichuridae, Phrurolithidae e Trachelidae) e la ristrutturazione di altre quattro (Miturgidae, Corinnidae, Clubionidae e Liocranidae).
Per quanto riguarda questa famiglia, le modifiche più importanti hanno riguardato la ex-sottofamiglia Eutichurinae elevata al rango di famiglia con la denominazione di Eutichuridae e l'assorbimento dei generi appartenenti all'ex-famiglia Zoridae.
Attualmente, a novembre 2020, si compone di 29 generi e 136 specie:
- Diaprograptinae
  - Diaprograpta Simon, 1909 - Australia
  - Eupograpta Raven, 2009 - Australia
  - Mituliodon Raven & Stumkat, 2003 - Timor, Australia
  - Mitzoruga Raven, 2009 - Australia
  - Nuliodon Raven, 2009 - Australia
  - Zealoctenus Forster & Wilton, 1973 - Nuova Zelanda
- Miturginae
  - Miturga Thorell, 1870 - Australia, Nuova Guinea
  - Prochora Simon, 1885 - Sicilia, Israele
  - Syrisca Simon, 1885 - Africa, America meridionale
  - Syspira Simon, 1895 - USA, Messico
  - Teminius Keyserling, 1887 - dagli USA all'Argentina
- Systariinae
  - Palicanus Thorell, 1897 - Asia sudorientale
  - Systaria Simon, 1897 - Asia sudorientale
  - Tamin Deeleman-Reinhold, 2001 - Borneo, Celebes
  - Xantharia Deeleman-Reinhold, 2001 - Borneo, Sumatra
- Zorinae
  - Argoctenus L. Koch, 1878 — Nuova Zelanda, Australia
  - Elassoctenus Simon, 1909 — Australia
  - Hestimodema Simon, 1909 — Australia
  - Israzorides Levy, 2003 — Israele
  - Odomasta Simon, 1909 — Tasmania
  - Simonus Ritsema, 1881 — Australia
  - Thasyraea L. Koch, 1878 — Australia
  - Tuxoctenus Raven, 2008 — Australia Occidentale e Meridionale, Queensland
  - Voraptus Simon, 1898 — Africa
  - Zora C. L. Koch, 1847 — Regione paleartica
  - Zoroides Berland, 1924 — Australia
- incertae sedis
  - Pacificana Hogg, 1904 - Nuova Zelanda
  - Parapostenus Lessert, 1923 - Africa meridionale
  - Pseudoceto Mello-Leitão, 1929[3] - Brasile

### Generi trasferiti
- Strotarchus Simon, 1888[4] - dagli USA al Messico, Costa Rica, Brasile, Pakistan
- Hoedillus Simon, 1898[5] — Guatemala
- Odo Keyserling, 1887[6] — America centrale e meridionale, Australia
- Paravulsor Mello-Leitão, 1922[7] - Brasile
- Xenoctenus Mello-Leitão, 1938[6] — Argentina